# Christoph Jelin
Christoph Jelin (* um 1550 in Schwäbisch Gmünd; † 21. November 1610 Tübingen) war ein deutscher Bildhauer.
Wo Jelin ausgebildet wurde, ist nicht bekannt, seine Arbeit lässt aber auf eine niederländische oder niederrheinische Schule schließen. Dieser Stil soll mit Jelin erstmals Eingang in Württemberg gefunden haben. Seine Werke treten ab 1580 auf, so stammen die Emporenreliefs in der Stuttgarter Schlosskirche von Jelin. 
Diverse Epitaphien in der Tübinger Stiftskirche wurden von Jelin geschaffen, darunter die Grabtumba der Gräfin Eva Christina von Württemberg, die des Herzogs Ludwig von Württemberg und der Herzogin Dorothea Ursula. Die beiden letztgenannten wurden 1593 von Jelin fertiggestellt. Am Schloss Hohentübingen gestaltete Jelin 1606/1607 den Skulpturenschmuck am unteren Portal.